# Vua La Mã
Vua La Mã (tiếng Latin: Rex, Regis) là danh hiệu người đứng đầu nền quân chủ La Mã ở thời kỳ đầu của văn minh La Mã cổ đại. Các bản ghi của người La Mã về thời kỳ này đã bị thiêu hủy trong một cuộc cướp bóc thành phố vào năm 390 tr.CN nên người ta không biết chính xác đã có bao nhiêu vị vua trong thời kỳ này hay họ đã cai trị bao lâu. Theo truyền thuyết thì có cả thảy 7 vị vua. Vị vua đầu tiên của La Mã là Romulus (cùng với em là Remus, họ đã sáng lập nên thành phố La Mã, đặt theo tên Romulus), người cuối cùng là vua Tarquinius, người nổi tiếng là bạo ngược đã bị dân chúng truất ngôi để lập nên nền Cộng hòa La Mã.

## Danh sách các vị vua truyền thuyết
| Chân dung | Tên                                                       | Làm vua từ | Kết thúc  | Thừa kế |
| --------- | --------------------------------------------------------- | ---------- | --------- | ------- |
|           | Romulus REX ROMVLVS                                       | 753 tr.CN  | 716 tr.CN |         |
|           | Numa Pompilius REX NVMA POMPILIVS                         | 715 TR.CN  | 674 TR.CN |         |
|           | Tullus Hostilius REX TVLLVS HOSTILIVS                     | 673 TR.CN  | 642 TR.CN |         |
|           | Ancus Marcius REX ANCVS MARCIVS                           | 641 TR.CN  | 617 TR.CN |         |
|           | Lucius Tarquinius Priscus REX LVCIVS TARQVINIVS PRISCVS   | 616 TR.CN  | 579 TR.CN |         |
|           | Servius Tullius REX SERVIVS TVLLIVS                       | 578 TR.CN  | 535 TR.CN |         |
|           | Lucius Tarquinius Superbus REX LVCIVS TARQVINIVS SVPERBVS | 534 TR.CN  | 509 TR.CN |         |

Titus Tatius, vua của người Sabin, cũng là vua cùng cai trị của La Mã với Romulus trong 5 năm, cho đến khi qua đời, nhưng theo truyền thống ông không được kể vào số 7 vị vua La Mã.